# Respiração de Biot
A respiração de Biot é um padrão anormal de respiração caracterizada por grupos de rápidas e curtas inspirações seguidas por períodos regulares ou irregulares de apneia. Este sinal clínico geralmente indica um prognóstico reservado ou um grave comprometimento cerebral.